# Ascidia ornata
Ascidia ornata är en sjöpungsart som beskrevs av Monniot 200. Ascidia ornata ingår i släktet Ascidia och familjen Ascidiidae. Inga underarter finns listade i Catalogue of Life.